# 穩定婚姻問題
在組合數學、經濟學、電腦科學中，穩定婚姻問題（英語：stable marriage problem，簡稱SMP）又稱為穩定配對問題（stable matching problem），是指在兩組同樣大小的元素集合中（例如集合1是男子組、集合2是女子組，而他們各有偏好），尋求一個穩定配對組合所遇到的問題。一個組合在以下情況下並不穩定：
在集合1中有一個元素A更偏好於集合2的一些元素B，但元素A已被配對；而元素B亦更偏好於元素A多於配對給他的元素。在男女婚姻的角度來說，可以寫成一名男子A獲安排與女子D結婚，但A實際上是更喜歡女子B的。反之，女子B亦被安排與男子C結婚，但B實際上也是更喜歡A的。
簡單來說，一個穩定的組合是指在任何一個組合中（含A及B），每一個元素都是最偏好目前的組合多於任何其他的元素。亦即是說，穩定婚姻配對是指在同等數量男女當中，每一名男子皆能與自己最喜歡的女子結婚，反之亦然。然而，這個配對方式卻引來不少難題。

## 解決辦法
1962年David Gale和Lloyd Shapley提出了盖尔-沙普利算法，這個系統可以確保如果男子組跟女子組的成員數皆相同（即N男N女）中，每一名男子和女子都能找到一名伴侶，以及每個婚姻都是穩定的。
假設在n男n女中的存在兩對夫婦(M, W)和(m, w)，M男對w女喜好度大於現任妻子W女，並且w女對M男喜好度也大於現任丈夫m男：
```
函數
 穩定婚姻 {
    初始所有 
m
 

  

    

      

        
∈

      

    

    
{\displaystyle \in }

  

 M 與 
w
 

  

    

      

        
∈

      

    

    
{\displaystyle \in }

  

 W 為 
單身

    
當
 

  

    

      

        
∃

      

    

    
{\displaystyle \exists }

  

 
單身
 男子 
m
 {
       w = m 是所有可考慮的女子中排名最高的
       
若
 w 是 
單身

         撮合 (m, w)
       
否則
 有些夫婦 (m', w) 存在
         
若
 w 喜歡 m 多於 m'
           (m, w) 為 
夫婦

           m' 為 
單身

         
否則

           (m', w) 仍為 
夫婦

    }
}
```

## 外部連結
- 相異代表系面面觀，張鎮華